# Daisuke Tanaka
Daisuke Tanaka (田中 大輔 Tanaka Daisuke?), född 6 januari 1983 i Shiga prefektur, är en japansk före detta fotbollsspelare.
Tanaka började sin karriär 2001 i Shimizu S-Pulse. Efter Shimizu S-Pulse spelade han för Tokushima Vortis, FC Gifu och MIO Biwako Kusatsu. Han avslutade karriären 2010.